# Окмен (Алабама)
Окмен (англ. Oakman) — місто (англ. town) в США, в окрузі Вокер штату Алабама. Населення — 771 особа (2020).

## Географія
Окмен розташований за координатами 33°42′52″ пн. ш. 87°23′19″ зх. д. / 33.71444° пн. ш. 87.38861° зх. д. (33.714322, -87.388699).  За даними Бюро перепису населення США в 2010 році місто мало площу 8,00 км², з яких 7,98 км² — суходіл та 0,02 км² — водойми.

## Демографія
Згідно з переписом 2010 року, у місті мешкало 789 осіб у 317 домогосподарствах у складі 214 родин. Густота населення становила 99 осіб/км².  Було 388 помешкань (48/км²).
Расовий склад населення:
| - 80,9 % — білих - 18,4 % — чорних або афроамериканців - 0,1 % — корінних американців |

До двох чи більше рас належало 0,5 %. Частка іспаномовних становила 0,1 % від усіх жителів.
За віковим діапазоном населення розподілялося таким чином: 23,4 % — особи молодші 18 років, 62,7 % — особи у віці 18—64 років, 13,9 % — особи у віці 65 років та старші. Медіана віку мешканця становила 41,2 року. На 100 осіб жіночої статі у місті припадало 92,0 чоловіків;  на 100 жінок у віці від 18 років та старших — 86,4 чоловіків також старших 18 років.
Середній дохід на одне домашнє господарство  становив 47 144 долари США (медіана — 40 469), а середній дохід на одну сім'ю — 60 313 долари (медіана — 50 469). За межею бідності перебувало 21,4 % осіб, у тому числі 30,4 % дітей у віці до 18 років та 12,9 % осіб у віці 65 років та старших.
Цивільне працевлаштоване населення становило 292 особи. Основні галузі зайнятості: освіта, охорона здоров'я та соціальна допомога — 22,3 %, роздрібна торгівля — 19,9 %, сільське господарство, лісництво, риболовля — 15,1 %, оптова торгівля — 11,3 %.